# Ocymyrmex sobek
Ocymyrmex sobek is een mierensoort uit de onderfamilie van de Myrmicinae. De wetenschappelijke naam van de soort is voor het eerst geldig gepubliceerd in 1981 door Bolton.